# Troiano Caracciolo
Troiano Caracciolo (inizi XV secolo – Melfi, 1456) è stato un nobile e condottiero italiano, duca di Melfi e Venosa, conte di Avellino, barone di Frigento e signore di Leonessa e San Fele.

## Biografia
Unico figlio maschio di Sergianni Caracciolo del ramo dei del Sole, conte di Avellino (successivamente principe di Capua e gran siniscalco del Regno di Napoli), e Caterina Filangieri, nacque agli inizi del XV secolo. Le notizie sulla sua biografia si rinvengono a partire da qualche giorno prima del 13 agosto 1432, data del suo matrimonio con Maria Caldora, figlia di Jacopo Caldora, duca di Bari e gran connestabile del Regno di Napoli. Sua sorella Emilia/Isabella Caracciolo per volere del padre Sergianni aveva sposato nel 1429 Antonio Caldora, fratello di Maria. Tali doppie unioni coniugali, unite alle potenti cariche militari e politiche che ricoprivano Sergianni Caracciolo e Jacopo Caldora nel Regno di Napoli, insieme alla supremazia del principe di Taranto Giovanni Antonio Orsini del Balzo, cui Sergianni aveva dato nel 1431 in sposa al fratello Gabriele Orsini del Balzo sua figlia Maria, furono viste da Covella Ruffo, cugina della regina Giovanna II d'Angiò-Durazzo, come una minaccia per il futuro del trono napoletano. I festeggiamenti del matrimonio di Troiano e Maria, tenutosi a Napoli, durarono più giorni ed ebbero termine il 18 agosto. Poco dopo la mezzanotte, Covella, assoldati dei sicari ed in accordo con la sovrana, lo fece assassinare nella sua residenza di Castel Capuano e subito dopo, dietro una scusa, vi fece arrivare immediatamente il figlio Troiano con altri parenti di Sergianni, tra cui il fratello Marino, e li fece arrestare dal capitano delle guardie Antonio Gambacorta, detto "il Pontadera", tenendoli prigionieri fino a quando Caterina Filangieri, moglie di Sergianni, non ebbe riconsegnato alla regina il castello di Melfi con tutto l'immenso tesoro accumulatovi negli anni dal marito. Sergianni fu sepolto dopo un funerale sommario nella chiesa di San Giovanni a Carbonara, all'interno della cappella Caracciolo del Sole, da lui fatta edificare nel 1427 e i cui lavori furono fatti terminare da Troiano nel 1441. Tuttavia poco tempo dopo, sempre nel 1432, la regina scarcerò Troiano e gli altri suoi parenti imprigionati e si rappacificò con lui, restituendogli il ducato di Melfi ed esigendo la consegna del ducato Venosa a Gabriele Orsini del Balzo. Troiano fu costretto, suo malgrado, a servire la sovrana fino al 2 febbraio 1435, data di morte della regina, seguendo poi i Caldora, suoi parenti, nelle imprese militari al servizio del re Renato d'Angiò-Valois, successore di Giovanna II, contro il pretendente al trono Alfonso V d'Aragona. Nondimeno Troiano volle infine troncare in via definitiva i suoi rapporti con gli Angioini e passare al soldo di quest'ultimo, che nel 1440 gli concesse il feudo di Leonessa e gli confermò quello di San Fele, ottenuto nel 1432. Troiano aiutò quindi Alfonso a salire sul trono di Napoli e ad occupare la città nel 1442; presenziò inoltre il 3 giugno 1443 al suo parlamento con tutta la nobiltà napoletana. In questo lasso di tempo che va dal 1435 al 1443, degni di nota sono i seguenti avvenimenti: nel 1436 Alfonso assediò ad Avellino Troiano, che riuscì a resistergli, riuscendo poi a vincerlo con un secondo assedio alla stessa città nel 1440, mentre l'anno precedente, Troiano, dietro ordine del re Renato, andò a Carpinone per convincere Antonio Caldora a mantenere la fede verso il sovrano e il 28 giugno 1442 partecipò alla battaglia di Sessano nella quale fu disfatto il cognato. Ritiratosi infine a Melfi, fece qui edificare la Porta Troiana, che da lui prese il nome, presente allo stato di rudere, e una cappella di famiglia, nella quale vi verrà sepolto nel 1456, anno del suo decesso, e che nel 1481 custodirà anche le spoglie della moglie Maria. Dopo la morte di Troiano, data la minor età dei suoi figli Giovanni e Jacopo, la proprietà della cappella Caracciolo del Sole di Napoli passò allo zio Marino Caracciolo, fratello del padre Sergianni, che si occuperà di far abbellire l'ambiente e che verrà poi lì sepolto.

## Ascendenza
|                           |                    |                             | Genitori |  |  | Nonni |  |  | Bisnonni         |  |  | Trisnonni         |  |
|                           |                    |                             |          |  |  |       |  |  | Carlo Caracciolo |  |  | Marino Caracciolo |  |
|                           |                    |                             |          |  |  |       |  |  | Carlo Caracciolo |  |  | Marino Caracciolo |  |
|                           |                    | ?                           |          |  |  |       |  |  | Carlo Caracciolo |  |  |                   |  |
| Francesco Caracciolo      |                    |                             |          |  |  |       |  |  | Carlo Caracciolo |  |  |                   |  |
|                           |                    | Marucella Capece Galeota    | ?        |  |  |       |  |  |                  |  |  |                   |  |
|                           |                    | Marucella Capece Galeota    | ?        |  |  |       |  |  |                  |  |  |                   |  |
|                           |                    | Marucella Capece Galeota    | ?        |  |  |       |  |  |                  |  |  |                   |  |
| Sergianni Caracciolo      |                    | Marucella Capece Galeota    |          |  |  |       |  |  |                  |  |  |                   |  |
|                           |                    | Lisolo Sardo                | ?        |  |  |       |  |  |                  |  |  |                   |  |
|                           |                    | Lisolo Sardo                | ?        |  |  |       |  |  |                  |  |  |                   |  |
|                           |                    | Lisolo Sardo                | ?        |  |  |       |  |  |                  |  |  |                   |  |
| Covella Sardo             |                    | Lisolo Sardo                |          |  |  |       |  |  |                  |  |  |                   |  |
|                           |                    | ?                           | ?        |  |  |       |  |  |                  |  |  |                   |  |
|                           |                    | ?                           | ?        |  |  |       |  |  |                  |  |  |                   |  |
|                           |                    | ?                           | ?        |  |  |       |  |  |                  |  |  |                   |  |
| Troiano Caracciolo        |                    | ?                           |          |  |  |       |  |  |                  |  |  |                   |  |
|                           | Giacomo Filangieri | Filippo Filangieri          |          |  |  |       |  |  |                  |  |  |                   |  |
|                           | Giacomo Filangieri | Filippo Filangieri          |          |  |  |       |  |  |                  |  |  |                   |  |
|                           | Giacomo Filangieri | Maria di Capua              |          |  |  |       |  |  |                  |  |  |                   |  |
| Giacomo Nicola Filangieri | Giacomo Filangieri |                             |          |  |  |       |  |  |                  |  |  |                   |  |
|                           |                    | Giovannella Capece Minutolo | ?        |  |  |       |  |  |                  |  |  |                   |  |
|                           |                    | Giovannella Capece Minutolo | ?        |  |  |       |  |  |                  |  |  |                   |  |
|                           |                    | Giovannella Capece Minutolo | ?        |  |  |       |  |  |                  |  |  |                   |  |
| Caterina Filangieri       |                    | Giovannella Capece Minutolo |          |  |  |       |  |  |                  |  |  |                   |  |
|                           |                    | ?                           | ?        |  |  |       |  |  |                  |  |  |                   |  |
|                           |                    | ?                           | ?        |  |  |       |  |  |                  |  |  |                   |  |
|                           |                    | ?                           | ?        |  |  |       |  |  |                  |  |  |                   |  |
| Ceccarella Sanframondo    |                    | ?                           |          |  |  |       |  |  |                  |  |  |                   |  |
|                           |                    | ?                           | ?        |  |  |       |  |  |                  |  |  |                   |  |
|                           |                    | ?                           | ?        |  |  |       |  |  |                  |  |  |                   |  |
|                           |                    | ?                           | ?        |  |  |       |  |  |                  |  |  |                   |  |
|                           |                    | ?                           |          |  |  |       |  |  |                  |  |  |                   |  |

## Discendenza
Troiano Caracciolo da Maria Caldora ebbe due figli, Giovanni (così denominato in onore di Sergianni Caracciolo, padre di Troiano, il cui vero nome era Giovanni), condottiero e duca di Melfi, il quale sposò Sveva Sanseverino, e Jacopo (così denominato in onore di Jacopo Caldora, padre di Maria), condottiero e conte di Avellino, e tre figlie, Beatrice, Dianora ed Ippolita.